# Bordea
Genre
Bordea est un genre d'araignées aranéomorphes de la famille des Linyphiidae.

## Distribution
Les espèces de ce genre se rencontrent en France, en Espagne et en Portugal.

## Liste des espèces
Selon World Spider Catalog (version 16.5, 31/07/2015) :
- Bordea berlandi (Fage, 1931)
- Bordea cavicola (Simon, 1884)
- Bordea negrei (Dresco, 1951)

## Publication originale
- Bosmans, 1995 : Description de Bordea, nouveau genre endémique d'araignées des Pyrénées (Araneae: Linyphiidae). Bulletin du Muséum national d'Histoire naturelle, Paris, sér. 4, vol. 17, no 1/2, p. 87-94.